# The Power of Nightmares
The Power of Nightmares, sottotitolato The Rise of the Politics of Fear, è una serie di documentari per la televisione, scritti e prodotti per la BBC dal documentarista inglese Adam Curtis, che trattano dello scenario globale prima e dopo gli attentati dell'11 settembre 2001.
Le sue tre parti, della durata approssimativa di un'ora ciascuna, sono strutturate prevalentemente come immagini di repertorio commentate dalla voce fuori campo di Curtis, alternate ad interviste originali realizzate dallo stesso Curtis. La serie è andata in onda per la prima volta nel Regno Unito sul canale BBC2 tra l'ottobre ed il novembre 2004, e successivamente è stata trasmessa in altri paesi e presentata in diversi festival internazionali - tra cui l'edizione 2005 del Festival di Cannes.
Il documentario presenta in parallelo l'origine e lo sviluppo del movimento neoconservatore negli Stati Uniti e di quello jihādista islamico: secondo Curtis entrambi i gruppi muovono da una simile visione della società occidentale, impregnata di un liberalismo individualista che, favorendo le pulsioni egoistiche contro i tradizionali valori morali e religiosi, ritengono destinato a portare alla decadenza della società. Tale visione pessimistica sarebbe stata determinata dal fallimento del sogno liberale di costruire un mondo migliore e sarebbe stata soppiantata dal cinismo di un nuovo establishment impegnato nella costruzione artificiale di incubi collettivi ingiustificati al fine di riunire la società contro un nemico comune, minaccioso quanto invisibile: la promessa di un'efficace protezione contro tali incubi sarebbe diventata la principale arma di propaganda politica.
La tesi di Curtis è che l'idea di al-Qāʿida diffusa dopo l'11 settembre, intesa come una vasta rete terrorista altamente organizzata e capillarmente diffusa in tutto il mondo, sia una falsificazione, un mito costruito sulla base di una scientifica distorsione ed esagerazione della reale consistenza dei gruppi legati al jihādismo islamico, piccoli, disorganizzati e sostanzialmente fallimentari: tale spettro sarebbe stato poi utilizzato strumentalmente dai neoconservatori americani per rimpiazzare, nell'immaginario collettivo, la minaccia costituita in precedenza dall'Unione Sovietica, venuta meno alla fine degli anni ottanta.
The Power of Nightmares è stato molto apprezzato dalla critica britannica ed americana. È stato anche soggetto a critiche da parte di ambienti sia conservatori che progressisti; le sue tesi nette ma non convenzionali - come è nello stile di Curtis - hanno profondamente diviso l'opinione pubblica.

## Piano dell'opera

### Baby, It's Cold Outside
Nella prima puntata Curtis traccia parallelamente la storia delle origini e dei primi sviluppi dell'islamismo radicale e del neoconservatorismo statunitense Il titolo di questa prima parte deriva da quello di una canzone che Sayyid Qutb udì suonare in una chiesa e che gli sembrò determinare un'atmosfera piena di lussuria, convincendolo a considerare intimamente corrotta la società americana.
Il documentario inizia riferendo le idee dell'egiziano Sayyid Qutb, il quale, in seguito ad una visita negli Stati Uniti nel 1949 riteneva la società statunitense intimamente corrotta e preda dell'egoismo. Egli individuava la soluzione per il proprio paese nell'accoglimento di tecnologia e scienza occidentali inserite in una società basata sulla religione islamica. Aderì al movimento della Fratellanza Musulmana e fu arrestato nel 1954 e torturato in carcere, cosa che lo condusse ad una radicalizzazione della propria visione politica: finì con il ritenere necessario il rovesciamento dei poteri costituiti ormai corrotti. In seguito a queste idee venne giustiziato nel 1966.
Parallelamente nel documentario viene esposto il pensiero di Leo Strauss, nello stesso periodo professore di filosofia politica all'Università di Chicago. Questi riteneva che l'idea di libertà individuale conducesse a mettere in discussione tutti i valori e le verità morali e a lasciarsi guidare solo dai propri desideri egoistici, mettendo in pericolo le basi della società. Per arrestare tale processo disgregativo Strauss riteneva necessaria l'introduzione di miti a cui tutti potessero credere e non necessariamente veri, come quello di un destino unico degli Stati Uniti nel combattere ovunque nel mondo le forze del "male".
Il documentario riferisce quindi l'influenza esercitata dalle idee di Qutb su Ayman al-Zawahiri. Questi creò l'organizzazione della Jihad islamica egiziana raccogliendo i seguaci di Qutb. Ufficiali dell'esercito egiziano che facevano parte del movimento assassinarono nel 1981 il presidente Sadat, ritenuto un traditore per aver avviato il processo di pace con Israele nel 1977. Secondo Curtis, Zawahiri si aspettava che l'uccisione avrebbe innescato una rivoluzione popolare, la quale avrebbe dovuto portare alla creazione di uno Stato islamico secondo il modello della rivoluzione khomeinista in Iran nel 1979. Il mancato scoppio di moti popolari e l'arresto e le torture che avrebbe subito in carcere, secondo Curtis fecero giungere Zawahiri alla conclusione che lo stesso popolo egiziano era ormai corrotto e pertanto legittimo obiettivo di uccisioni ed atti terroristici.
Negli Stati Uniti alcuni intellettuali (tra questi Paul Wolfowitz, Francis Fukuyama e William Kristol, figlio del giornalista Irving Kristol, considerato il fondatore del movimento) formarono un gruppo definito dei neoconservatori. Questo gruppo si rifaceva al pensiero di Strauss e individuò nell'Unione Sovietica il nemico che avrebbe potuto unire le masse in uno scopo comune, evitando la deriva egoistica che ritenevano avrebbe condotto alla dissoluzione della società. Dopo la fine dell'amministrazione Nixon, la politica estera pragmatica suggerita da Henry Kissinger venne messa in discussione. Secondo Curtis, i neoconservatori si unirono ad alcuni personaggi dello staff del presidente Ford (Donald Rumsfeld e Dick Cheney) e contribuirono con la commissione del "Team B" della CIA a manipolare i fatti per dare una visione negativa dell'Unione Sovietica. Successivamente i neoconservatori si integrarono nell'ala religiosa del Partito Repubblicano e si allearono con gruppi fondamentalisti cristiani, che risultarono determinanti nella prima elezione del presidente Reagan. Questi secondo Curtis sarebbe quindi stato convinto a dichiarare l'Unione Sovietica un pericoloso nemico da combattere.

### The Phantom Victory
Nel secondo episodio, dal titolo: The Phantom Victory, ci si occupa dell'ascesa e della (temporanea) caduta dei due movimenti.
In seguito all'invasione sovietica dell'Afghanistan, le fazioni internazionali di combattenti islamici, che progressivamente si spostano sulle posizioni radicali di Zawahiri e del suo ricco mentore Osama Bin Laden, e l'amministrazione Regan, pesantemente influenzata dal movimento neo-conservatore, si ritrovano a combattere (ciascun movimento dalla sua particolare prospettiva ideologica e con le sue peculiari caratteristiche tattico-strategiche) un nemico comune: l'Unione Sovietica. L'idea di Curtis è che la stagnazione economica ed ai malfunzionamenti sistemici del socialismo reale est-europeo rendevano inevitabile il suo collasso, indipendentemente dalle vicende occorse nel teatro afghano; per contro, il crollo del blocco sovietico viene illusoriamente visto da entrambi i movimenti come una diretta conseguenza di quella vittoria conseguita sul campo di battaglia, e, dunque, come una riprova della propria potenza, e della propria forza di cambiamento.
I jihādisti islamici finiscono per credere di potere fondare degli stati islamici "puri" in Egitto e in Algeria. Tali tentativi di sollevazione tuttavia vengono fermati con la forza, e la strategia a quel punto deriva verso un uso della violenza, volto a colpire i quadri dell'ordine costituito ed a spronare le masse islamiche ad insorgere contro di esso. L'effetto sortito è quello opposto: il livello della violenza è tale da segnare profondamente la popolazione, fino ad un punto tale che la stessa paura viene utilizzata dai governi in carica come un mezzo per mantenere il proprio potere. A questo punto, la popolazione stessa diventa un bersaglio della violenza: i radicali islamici considerano ormai che l'intera popolazione è intrinsecamente contaminata dai valori occidentali; in particolare Algeria la situazione raggiunge un livello drammatico. con le diverse fazioni islamiche a contrastarsi l'una all'altra nella reciproca convinzione di ciascuna di essere il solo gruppo ad agire in nome dell'"islam puro".
Negli anni novanta, in America le aspirazioni dei neoconservatori di usare la forza militare statunitense per procedere ad un'ulteriore distruzione del "male" vengono frustrate dal pragmatismo del presidente George HW Bush; quindi, con l'elezione del suo successore Bill Clinton, i neoconservatori rimangono fuori dalle stanze del potere. A quel punto i neocon serrano le file con la destra cristiana, e di lì in poi si susseguono vari tentativi di demonizzare Clinton coinvolgendolo in vicende - alcune reali, altre inventate - di corruzione e immoralità. Con loro disappunto, tuttavia, il popolo americano non si solleva contro Clinton, e non si arriva ad alcuna procedura di impeachment.
Per contro, i jihādisti islamisti, che hanno provato ad innescare la propria rivoluzione mediante un uso indiscriminato della violenza, hanno perso il supporto popolare. A quel punto, al-Zawahiri e Bin Laden, trasferitisi nel più sicuro Afghanistan, pianificano una nuova strategia: per combattere la decadenza morale determinata dal mondo occidentale occorre colpire direttamente la fonte di quel male, gli Stati Uniti d'America.

### The Shadows in the Cave

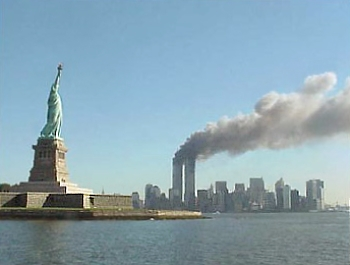
National Park Service 9-11 Statue of Liberty and WTC fire

Il terzo e ultimo episodio tratta più specificatamente di al-Qāʿida. Curtis sostiene che, dopo avere fallito le rivoluzioni, il sostegno popolare a bin Laden e Zawahiri era scarso se non nullo, lasciati quindi soli nella complessa organizzazione del terrorismo ed erano legati a uomini operativi indipendenti per lanciare le proprie chiamate al jihād. Il documentario d'altra parte sostiene che affinché si potesse processare bin Laden in contumacia per gli attentati alle ambasciate statunitensi del 1998, i pubblici ministeri statunitensi dovettero provare che egli fosse a capo di una organizzazione criminale responsabile per le bombe alle ambasciate. I PM trovarono Jamal al-Fadl, formalmente associato a bin Laden e lo pagarono per testimoniare che bin Laden fosse a capo di una estesa organizzazione terroristica chiamata "al-Qāʿida". Con gli attentati dell'11 settembre i neocoservatori del nuovo governo Bush usarono questo concetto artificioso di organizzazione per giustificare un'altra crociata contro il nuovo nemico, guidando il lancio della guerra al terrorismo.
Dopo che la invasione statunitense dell'Afghanistan fallì nello sradicare la rete terroristica, i neoconservatori si focalizzarono verso l'interno cercando, senza successo, cellule terroristiche dormienti in America. Allora estesero la guerra contro il terrore a guerra contro tutto ciò che era percepito come il "diavolo" invadendo l'Iraq nel 2003. Idee e tattica trovarono terreno fertile anche in Gran Bretagna dove Tony Blair usò la paura del terrorismo per acquistare nuova autorità morale.
Le ripercussioni della strategia dei neoconservatori sono inoltre analizzate attraverso l'indagine dei detenuti a tempo indeterminato di Guantanamo, molti dei quali imprigionati in base alle parole dell'anti-talebano Fronte Islamico Unito per la Salvezza dell'Afghanistan senza alcun indagine da parte delle forze militari statunitensi e altre forme di guerra preventiva contro inesistenti o improbabili minacce supposte sulla base del fatto che le parti coinvolte in futuro sarebbero potute divenire una minaccia. Curtis inoltre tenta specificatamente di minimizzare la paura di attacchi con bombe sporche e conclude rassicurando gli spettatori che i politici dovranno alla fine ammettere che talune minacce sono esagerate e altre sono false.

## Riconoscimenti
- BAFTA award
  - Best Factual Series or Strand production team
- RTS Television Award
  - Best Documentary Series - General
- DGGB award
  - Outstanding Directorial Achievement in Television Documentary per il primo episodio della serie, ad Adam Curtis